# Lilltjärnen (Los socken, Hälsingland)
Lilltjärnen är en sjö i Ljusdals kommun i Hälsingland och ingår i Ljusnans huvudavrinningsområde.